# Northeast Piscataquis
Northeast Piscataquis ist ein Unorganized Territory im Piscataquis County des Bundesstaates Maine in den Vereinigten Staaten. Das Gebiet wird durch den Bundesstaat verwaltet. Im Jahr 2020 lebten dort 304 Einwohner in 1309 Haushalten auf einer Fläche von 4714,8 km². Im Gebiet von Northeast Piscataquis liegt der höchste Berg des Bundesstaates Maine, der Mount Katahdin. Der Name Piscataquis entstammt der Sprache der Abenaki und bedeutet „am Flussarm“.

## Geographie
Nach dem United States Census Bureau hat Northeast Piscataquis eine Gesamtfläche von 4714,8 km², von der 4430,3 km² Land sind und 284,5 km² aus Gewässern bestehen.

### Geographische Lage
Northeast Piscataquis liegt im Nordosten des Piscataquis Countys und grenzt im Norden an das Aroostook County und im Osten an das Penobscot County. Zentral im Gebiet liegt der 1606 Meter hohe Mount Katahdin, der höchste Berg des Bundesstaats Maine. Viele kleine und große Seen durchziehen das Gebiet, wie der Pemadumcook Lake im Südosten oder der Telos Lake im Westen.

### Nachbargemeinden
Alle Entfernungen sind als Luftlinien zwischen den offiziellen Koordinaten der Orte aus der Volkszählung 2010 angegeben.
- Norden: Northwest Aroostook, Aroostook County, Unincorporated area, 104,9 km
- Nordosten: North Penobscot, Penobscot County, Unincorporated area, 32,0 km
- Südosten: Brownville, 62,9 km
- Süden: Sebec, 75,1 km; Bowerbank, 76,5 km; Willimantic, 71,7 km; Monson, 75,6 km
- Südwesten: Shirley, 74,2 km
- Westen: Greenville, 61,1 km; Beaver Cove, 50,1 km; Northwest Piscataquis 34,2 km

### Stadtgliederung
In Northeast Piscataquis gibt es mehrere Siedlungsgebiete: Williamsburg Township, Ebeemee Township, Bodfish, Onawa, Schoodic, Kokadjo, Pine Knoll, New City und Old City.

## Geschichte
Das Gebiet von Northeast Piscataquis ist ein äußerst dünn besiedeltes Gebiet. Der Norden ist fast gänzlich unbesiedelt und umfasst Naturschutzgebiete und State Parks. Einige Bereiche im südlichen Teil waren jedoch eigenständige Plantations oder Towns, deren Organisationsstatus später aufgegeben wurde. Das erfolgt meist aus wirtschaftlichen und organisatorischen Gründen. Die wenigen Einwohner sind meist nicht in der Lage die kommunalen Aufgaben, die diese Organisationsformen mit sich bringen, zu bewältigen.
Genutzt wurde das Gebiet zum Holzeinschlag. Als einzig erhaltenes Bauwerk, das mit den Holzeinschlägen in den Wäldern im zentralen Maine in Verbindung gebracht wird, wurde das im Jahr 1907 auf einer kleinen Insel im Ambajejus Lake an einer Engstelle errichtete Ambajejus Boom House 1973 unter Denkmalschutz gestellt und saniert. Das Haus ist etwa 30 m lang, 4,6 m breit und in drei Abschnitte unterteilt. An dieser Stelle gab es bereits seit 1835 ein entsprechendes Bauwerk, da durch die Engstelle des Flusses hier Baumstämme gesammelt werden konnten und dann durch die Seenkette zum North Twin Dam zu den Papierfabriken nach Millinocket geschleppt wurden. Dort wurden sie weiter flussabwärts geschickt. Das fand bis zum Jahr 1971 auf dem West Branch des Penobscot Rivers statt.
Im Jahr 1820 wurde Williamsburg, im Süden zwischen Bowerbank und Brownville gelegen, als Town organisiert. Zuvor war das Gebiet als Williamsburg Plantation organisiert. Vermessen wurde es als Easterly part of Township No. 6, Eighth Range North of Waldo Patent (T6 R8 NWP), gehörte somit zum Waldo Patent. Die Organisation wurde 1939 aufgegeben und Williamsburg wurde in das Gebiet von Northeast Piscataquis eingegliedert.
Heute zieht das Gebiet durch den Baxter State Park, den Mount Katahdin und die zahlreichen Seen und Wälder Touristen an. Der Appalachian Trail führt durch Northeast Piscataquis und endet am Mount Katahdin.

### Einwohnerentwicklung
| Volkszählungsergebnisse – Northeast Piscataquis, Maine | Volkszählungsergebnisse – Northeast Piscataquis, Maine | Volkszählungsergebnisse – Northeast Piscataquis, Maine | Volkszählungsergebnisse – Northeast Piscataquis, Maine | Volkszählungsergebnisse – Northeast Piscataquis, Maine | Volkszählungsergebnisse – Northeast Piscataquis, Maine | Volkszählungsergebnisse – Northeast Piscataquis, Maine | Volkszählungsergebnisse – Northeast Piscataquis, Maine | Volkszählungsergebnisse – Northeast Piscataquis, Maine | Volkszählungsergebnisse – Northeast Piscataquis, Maine | Volkszählungsergebnisse – Northeast Piscataquis, Maine |
| Jahr                                                   | 1900                                                   | 1910                                                   | 1920                                                   | 1930                                                   | 1940                                                   | 1950                                                   | 1960                                                   | 1970                                                   | 1980                                                   | 1990                                                   |
| ------------------------------------------------------ | ------------------------------------------------------ | ------------------------------------------------------ | ------------------------------------------------------ | ------------------------------------------------------ | ------------------------------------------------------ | ------------------------------------------------------ | ------------------------------------------------------ | ------------------------------------------------------ | ------------------------------------------------------ | ------------------------------------------------------ |
| Einwohner                                              |                                                        |                                                        |                                                        |                                                        |                                                        |                                                        |                                                        |                                                        | 132                                                    | 218                                                    |
| Jahr                                                   | 2000                                                   | 2010                                                   | 2020                                                   | 2030                                                   | 2040                                                   | 2050                                                   | 2060                                                   | 2070                                                   | 2080                                                   | 2090                                                   |
| Einwohner                                              | 347                                                    | 273                                                    | 304                                                    |                                                        |                                                        |                                                        |                                                        |                                                        |                                                        |                                                        |

## Kultur und Sehenswürdigkeiten

### Bauwerke
In Northeast Piscataquis wurden ein archäologischer Distrikt, eine archäologische Stätte und ein Bauwerk unter Denkmalschutz gestellt und ins National Register of Historic Places aufgenommen. Die genaue Lage von archäologischen Stätten wird zum Schutz dieser nicht bekannt gegeben.
- Munsungan-Chase Lake Thoroughfare Archeological District am Millinocket Lake, 1979 unter der Register-Nr. 79000163.[11]
- Archeological Site No. 122-4a, 1995 unter der Register-Nr. 95001202.[12]
- Ambajejus Boom House, 1973 unter der Register-Nr. 73000145.[13]

### Parks
Der Baxter State Park, ein großes Wildnisgebiet, welches als State Park geschützt ist, liegt im Gebiet von Northeast Piscataquis. In ihm befindet sich der höchste Berg Maines, der Mount Katahdin. Der Baxter State Park wurde 1931 errichtet. Das Katahdin Woods and Waters National Monument grenzt östlich direkt an den State Park.
Zentral liegt das Schutzgebiet Nahmakanta Public Reserved Land, sowie die Debsconeag Lakes Wilderness Area.

## Wirtschaft und Infrastruktur

### Verkehr
Durch den Südosten von Northeast Piscataquis verläuft die Maine State Route 11. Das restliche Gebiet ist nur sehr wenig erschlossen.

### Öffentliche Einrichtungen
In Northeast Piscataquis gibt es keine medizinischen Einrichtungen oder Krankenhäuser. Nächstgelegene Einrichtungen für die Bewohner von Northeast Piscataquis befinden sich in Millinocket und Greenville.
Northeast Piscataquis besitzt keine eigene Bücherei, die nächstgelegenen befinden sich in Brownville und Millinocket.

### Bildung
Als Unincorporated area wird das Gebiet von Northeast Piscataquis durch den Bundesstaat Maine verwaltet, der auch für die Bildungsangebote verantwortlich ist.